# Alin Gavreliuc
Alin Gavreliuc (n. 18 ianuarie 1969) este un psihosociolog și eseist român, profesor de psihologie socială și psihologie interculturală, care provine dintr-o familie cu rădăcini bucovinene (tatăl) și basarabene (mama).

## Biografie
Alin Gavreliuc a absolvit Facultatea de Sociologie și Psihologie, specializarea: Sociologie, Universitatea de Vest din Timișoara (1998), după ce, în prealabil, a finalizat studii tehnice, la Universitatea Politehnica Timișoara, specializarea Magnetohidrodinamică (1993). După obținerea licenței în sociologie, a parcurs două stagii masterale - de un semestru fiecare - la Universitatea Paris X - Nanterre și la Colegiul Erasmus – Bruxelles (1998-1999), obținînd o diplomă de studii aprofundate în Științe Politice și Administrative la Universitatea de Vest din Timișoara (1999). În anul 2003 a devenit doctor în Sociologie (Psihologie socială) al Universității din București, realizând o lucrare de factură interdisciplinară, cu tema: „Imaginarul social românesc și provocarea modernizării”. În 2013 și-a susținut abilitarea în Psihologie la Universitatea ”Babeș-Bolyai” din Cluj-Napoca . În prezent este profesor universitar în cadrul Departamentului de Psihologie de la Facultatea de Sociologie și Psihologie din Universitatea de Vest din Timișoara , susținând cursuri la specializările Psihologie, Sociologie, dar și la alte facultăți (Științe Politice, Filosofie și Științe ale Comunicării; Litere, Istorie și Teologie[nefuncțională – arhivă]
). A fost cancelar al Facultății de Sociologie și Psihologie, Universitatea de Vest din Timișoara (2004-2005), prodecan și membru al Senatului UVT (2008-2012), decan al facultății respective (2012-2016). Din 2013 este director al Centrului de Diagnoză Socială (CDS) din Universitatea de Vest din Timișoara. 

## Activitatea profesională
Alin Gavreliuc are contribuții importante în aria psihologiei sociale, etnopsihologiei, realizând și prima sinteză românească în domeniul psihologiei interculturale. Contribuțiile sale au fost menționate în monografiile academice realizate de către cele mai semnificative personalități românești în câmpul psihologiei sociale și etnopsihologiei, precum Petru Iluț, Septimiu Chelcea, Adrian Neculau, Luminița Iacob sau Ștefan Boncu, după cum vizibilitatea internațională a demersurilor sale de cercetare este atestată de prezența numeroaselor referințe asociate studiilor și volumelor pe care le-a coordonat în catalogul internațional al bibliotecilor WorldCat sau în ISI Web of Science, care au atras și numeroase citări în fluxul internațional principal. A publicat 9 cărți ca prim/unic autor sau ca și coordonator și a redactat peste 70 de studii în reviste și volume din țară și străinătate, printre care și studii publicate ca si co-autor în cele mai relevante reviste de specialitate din domeniul psihologiei interculturale (Journal of Cross-Cultural Psychology) și psihologiei sociale (Journal of Personality and Social Psychology), dar și în alte jurnale științifice de mare prestigiu, precum Journal of Experimental Psychology – General, Social Psychological and Personality Science, Perspectives on Psychological Science  sau Psychological Science. Cercetările sale au urmărit îndeosebi transferurile valorice și atitudinale intergeneraționale din România contemporană, dar au examinat și diverse fațete ale comportamentului prosocial la români. A coordonat sau a fost integrat în colectivul a peste 20 de proiecte de cercetare și implementare cu finanțare națională sau internațională, coordonând, totodată, grupul românesc în cadrul ”Culture and Identity Research Network” (CIRN). Alin Gavreliuc este, în egală măsură, o personalitate publică angajată, semnând editoriale în grilă psihosociologică în ”Evenimentul zilei” (EVZ-Vest) sau pe portalul Ziare.com, unele din acestea reunite în volumul de eseuri ”Viața ca prilej. 101 oglinzi psihosociologice despre ceea ce suntem”. Este în prezent membru în Consiliul de conducere al Societății Timișoara, vicepreședinte între 2015-2017, iar în 2024 a fost din nou ales vicepreședintele acestei organizații civice.

## Membru în asociații profesionale. Distincții
Alin Gavreliuc este membru al mai multor organisme profesionale, precum Societatea Română de Științe politice (SRSP), Societatea de Antropologie culturală din România (SACR), Asociația Psihologilor din România (APR) sau Societatea Sociologilor din România (SSR). Este membru în Comisia de specialitate de Științe administrative, Științele educației și Psihologie în cadrul Agenției Române de Asigurare a Calității în Învățământul Superior (ARACIS) din 2008, iar din 2022 este președintele acesteia, precum și în Comisia de specialitate de Psihologie și Științe comportamentale din Consiliul Național de Atestare a Titlurilor, Diplomelor și Certificatelor Universitare (CNATDCU), în cadrul Ministerului Educației Naționale (2012-2016, 2020-2024, 2024-2028, președinte al Comisiei de contestații C28 în mandatul 2016-2020). În ianuarie 2006 i s-a decernat de către Primăria Municipiului Timișoara „Diploma de excelență” pentru „întreaga activitate și promovarea imaginii Timișoarei” , în 2011 i s-a decernat ”Diploma – Profesor Bologna”, acordată de către Alianța Națională a Organizațiilor Studențești din Romania, Cluj-Napoca, iar în noiembrie 2022 i s-a decernat ”Premiul de excelență Gabriela Colțescu pentru Științe Sociale și Politice” în cadrul Galei Premiilor UVT. Este membru al Asociației Internaționale de Psihologie interculturală - IACCP (International Association for Cross-Cultural Psychology).

## Lucrări publicate
- ”Etnopsihologie”, Timișoara, Editura Universității de Vest, 2000.

- ”O călătorie alături de ”celălalt”. Studii de psihologie socială”, Timișoara, Editura Universității de Vest, 2002/2005.

- ”Mentalitate și societate. Cartografii ale imaginarului identitar din Banatul contemporan”, Timișoara, Editura Universității de Vest, 2003/2006.

- ”De la relațiile interpersonale la comunicarea socială. Psihologia socială și stadiile progresive ale articulării sinelui”, Iași, Polirom, 2007.

- ”Viața ca prilej. 101 oglinzi psihosociologice despre ”ceea ce suntem””, Timișoara, Editura Marineasa, 2008.

- ”Psihologie interculturală. Repere teoretice și diagnoze românești”, Iași, Polirom, 2011.

- ”Româniile din România. Individualism autarhic, tipare valorice transgeneraționale și autism social”, Timișoara, Editura Universității de Vest, 2011.

- ”Psihologia socială și dinamica personalității. Acumulări, sinteze, perspective”, Iași, Polirom, 2019.

- ”Social Cognition. The construction of the Self in Social Context”, Timișoara, Editura Universității de Vest, 2024.

### Texte publicate ca invitat pe portalulwww.ziare.com:
https://ziare.com/stiri/eveniment/80-de-ani-de-tacere-cedarea-basarabiei-nordul-bucovinei-transilvania-si-dobrogea-1616597
https://ziare.com/stiri/eveniment/cind-va-trece-romania-bac-ul-1617898
https://ziare.com/stiri/eveniment/romaniile-din-romania-cat-sambure-de-adevar-este-in-stereotipurile-regionale-legate-de-moldoveni-olteni-ardeleni-banateni-1623622
https://ziare.com/politica/dezbatere/craca-sociala-convenabila-sau-scorbura-politica-profitabila-sunt-tintele-instinctive-ale-omului-maimuta-1638380

### Conferințe publice
Idealul antropologic al psihologiei și limitele modelului neopozitivist – Conferință susținută în Aula Magna ”Ioan Curea”, UVT - 8 iunie 2013
Despre cum știm să fim împreună în România de azi – 12 aprilie 2019 – Aula Magna ”Mihai Eminescu” a Universității ”Alexandru Ioan Cuza” din Iași
Dezbaterea ”35 de ani de libertate sau 35 de ani de dezamăgire?” - 15 decembrie 2024 - participă istoricul Oliver Jens Schmitt (Academia Austriacă de Științe de la Viena), activista civică Elena Calistru (Funky Citizens) și psihosociologul Alin Gavreliuc (UVT), moderatoare - Anca Suciu (DigiTv)

### Interviuri (video)
(1) "Dupa 20 de ani" - Robert Serban în dialog cu Alin Gavreliuc - 19.12.2009 - TVR Timișoara
(2) "Dupa 20 de ani" - Robert Serban în dialog cu Alin Gavreliuc - 19.12.2009 - TVR Timișoara
(3) "Dupa 20 de ani" - Robert Serban în dialog cu Alin Gavreliuc - 19.12.2009 - TVR Timișoara
(4) "Dupa 20 de ani" - Robert Serban în dialog cu Alin Gavreliuc - 19.12.2009 - TVR Timișoara
(5) "Dupa 20 de ani" - Robert Serban în dialog cu Alin Gavreliuc - 19.12.2009 - TVR Timișoara
(6) "Dupa 20 de ani" - Robert Serban în dialog cu Alin Gavreliuc - 19.12.2009 - TVR Timișoara
”Privește orașul” (2016)
Despre Centrul de Diagnoză Socială – interviu cu Daniela Rațiu (2018)
Mozaiqub despre cultură (1) (2021)
Mozaiqub despre cultură (2) (2021)

### Interviuri (audio)
“Ca să înțelegem ce ne ține pe loc, trebuie să înțelegem această trăsătură: individualismul autarhic” (2022) – Andreea Roșca în dialog cu Alin Gavreliuc (podcastul ”Vast and Curious”)

### Site propriu
http://alingavreliuc.wordpress.com